# 코디르 조키로프
코디르 카시모비치 조키로프(Qodir Kasimovich Zokirov, 1906년 7월 25일 ~ 1992년 8월 9일)는 소련·우즈베키스탄의 과학자 겸 정치인이다.
지극히 평범한 농촌의 수예가 집안에서 출생한 그는 타슈켄트에서 공부한 후 대학 교수의 직급에도 올랐으며 훗날 소련 최고 소비에트 대표최고전임위원 직위를 지내기도 하였다.